# Claude Labrèche
Claude Labrèche (Aix-les-Bains, 1642 – Carpentras, 12 novembre 1711) est un facteur de clavecins français actif à Carpentras à la fin du XVIIe et au début du XVIIIe siècle. Bob van Asperen considère le clavecin de 1680, « comme un des exemples les plus importants de la facture française du XVIIe siècle ».

## Biographie
Claude Labrèche naît dans ce qui est alors les États de Savoie, dans une sphère culturelle piémontaise. Il est d'abord actif en tant que maître menuisier (« Mestre Menuisier ») à Riez, séjour attesté dès 1665. Il y est également dénommé comme sculpteur (« Mestre Sculpteur » puis « Mestre ébéniste ») et prieur de la confrérie de la cathédrale. En 1681, il s'installe à Carpentras, État pontifical du comtat Venaissin, où il enseigne le violon. Dès 1682, il est membre d'une formation instrumentale de cinq violons au sein de la cathédrale. Mais rien n'est connu de sa profession de facteur : cette qualité n'apparaît que dans l'acte de partage des biens entre ses deux fils.
À cette époque, avec Paris et Lyon, la Provence, avec Carpentras et Narbonne, est l'un des grands centres de la facture de clavecin en France.

## Instruments
L'instrument de 1680 est considéré par Bob van Asperen « comme un des exemples les plus importants de la facture française du XVIIe siècle ». On connaît deux instruments de Labrèche et un autre non localisé à l'heure actuelle.
Un instrument vers 1680. Conservé au Landesmuseum Württemberg à Stuttgart. Jusqu'à la découverte de l'instrument de 1699 signé, il était qualifié d'anonyme. L'instrument est doté de deux claviers indépendants d'une étendue de sol0 à do5, sans le sol0. Le supérieur possède un registre à quatre pieds et le clavier inférieur a deux registres de huit pieds. Ce clavecin, comme l'autre est d'une longueur exceptionnelle de 2,50 m, plus long que certains clavecins du siècle suivant. Son piétement est composé de huit colonnettes en partie en noyer. L'éclisse, la construction inférieure, la base et la table d'harmonie sont en épicéa, alors que les chevalets de facture italienne sont en hêtre rouge. L'intérieur du couvercle est orné d'une peinture d'après une toile de Francesco Albani, intitulée « Diane et ses compagnes, désarment Amour » ou plus simplement « Les amours désarmés ». L'instrument est en possession du chef d'orchestre et organiste Eugène de Briqueville (1854–1933) dans la deuxième moitié du XIXe siècle. Briqueville est le créateur d'un ensemble d'instruments anciens à Versailles. Puis il entre dans la collection d'Alan Rubin à Londres, avant d'être vendu au musée de Stuttgart en 1984. Le clavecin a été confié au restaurateur Christopher Nobbs à Londres. 
Le second instrument est signé sur les touches extrêmes « fait à Carpentras par Claude Labrèche 1699 ». Il a été découvert en parfait état de conservation aux environs de Nice où il a passé 170 ans. Il appartient à un particulier et a été classé comme objet mobilier au titre des monuments historiques en 2001. La peinture ornant le couvercle semble de la même main que l'autre instrument, « peut-être réalisé par Claude Labrèche lui-même », mais d'une maîtrise nettement supérieure. Ses dimensions sont rigoureusement identiques à celles de l'instrument de Stuttgart. Michel Foussard précise l'originalité du travail du facteur en ces mots : « La facture de Claude Labrèche offre une synthèse d’éléments français et italiens, mais également diverses dispositions tout à fait originales, comme la confection des registres (de fines épaisseurs de noyer assurent la parfaite verticalité des sautereaux) ou la construction de la caisse (quatre cadres de sapin encastrés et collés sur le fond, éclisses collées et chevillées sur ces cadres) », détail unique dont aucun autre exemple n'est connu. La restauration a été confiée à Christopher Nobbs en 1981.
Michel Foussard précise qu'un ottavino de Labrèche avait été acquis par le facteur contemporain de Carpentras, Michel Brun, mais sa localisation actuelle est inconnue.

## Discographie
- Froberger, Pour passer la mélancolie : Œuvres pour clavecin, vol. 4 « Œuvres du manuscrit Kortkamp » (Berliner Singakademie) - Bob van Asperen, clavecin c. 1680 (mars 2004, SACD Aeolus AE10074)[7] (OCLC 717758959)

Sur des instruments de Joop Klinkhamer, d'après le clavecin de Stuttgart
- Dieupart, Six suites de clavecin - Fernando Miguel Jalôto, clavecin Klinkhamer, Amsterdam, 1994, d’après Claude Labrèche, Carpentras, c.1690 (Brilliant Classics 95026)
- Bach, Variations Goldberg - Christine Schornsheim (4-6 novembre 1994, Capriccio 10 577/78)
- Splendor of the Harpsichord - Edward Parmentier (WLBR 9606).
- Antoine Forqueray, Pièces de clavecin - Jacques Ogg (Globe 6027).